# Список глав государств в 216 году
Список глав государств в 215 году — 216 год — Список глав государств в 217 году — Список глав государств по годам

## Африка
- Мероитское царство (Куш) — Ариесбехе, царь (209 — 228)

## Азия
- Армения Великая — Хосров I, царь (198 — 217)
- Дханьявади — Тюрия Дипати, царь[англ.] (198 — 245)
- Западные Кшатрапы — Рудрасана I, махакшатрап (200 — 222)
- Иберия:
  - Рев I, царь (189 — 216)
  - Ваче, царь (216 — 234)
- Китай (Династия Восточная Хань):
  - Сянь-ди (Лю Се), император (189 — 220)
  - Цао Цао, регент (197 — 220)
- Корея (Период Трех государств):
  - Конфедерация Кая — Кодын, ван (199 — 259)
  - Когурё — Сансан, тхэван (197 — 227)
  - Пэкче — Кусу, король (214 — 234)
  - Силла — Нэхэ, исагым (196 — 230)
- Кушанское царство — Васудэва I, великий император (191 — 226)
- Осроена:
  - Абгар X, царь (212 — 216)
  - Ману IX, царь (216 — 242)
- Паган — Пьюсоти, король[англ.] (167 — 242)
- Парфия:
  - Вологез V, шах (208 — 223)
  - Артабан V, шах (216 — 224)
- Сатавахана:
  - Чандра Шри Сатакарни, махараджа (213 — 216)
  - Пулумави III, махараджа (216 — 224)
- Чера — Янаикат-сей Мантаран Черал, царь (201 — 241)
- Япония — Дзингу Кого, регент (201 — 269)

## Европа
- Боспорское царство — Рискупорид III, царь (210 — 228)
- Ирландия — Лугайд мак Кон, верховный король (195 — 225)
- Римская империя:
  - Каракалла, римский император (198 — 217)
  - Публий Катий Сабин, консул (216)
  - Публий Корнелий Ануллин, консул (216)

## Галерея
- Каракалла 
 198—217 
 Император Римской империи
- Цао Цао 
 197—220 
 Фактический правитель империи Восточная Хань
- Дзингу 
 201—269 
 Императрица Японии